# 키위 FC
말리파 키위 FC는 사모아의 축구 클럽이다. 연고지는 말리파(Malifa)이다. 창단 당시의 연고지는 아피아였으며, 2014년에서 2016년까지 바일리마(Vailima)를 연고지로 사용하다 2017년부터 현재 연고지인 말리파(Malifa)로 옮겼다. 현재 사모아 내셔널 리그에 참가 중이며, 총 7회 우승을 기록한 최다 우승 팀이다.

## 역대 우승
- 사모아 내셔널 리그: 7

1984, 1985, 1997, 2010-11, 2011-12, 2013-14, 2018
- 사모아 컵: 2

2010, 2014

## 선수 명단

### 현역
이 선수 명단은 OFC 챔피언스리그 2013-14 당시의 선수 명단이다.
참고: FIFA 자격 규정에 따라 소속된 국가대표팀 국기를 표시합니다. 선수는 복수의 FIFA 비회원국 국적을 가지고 있을 수 있습니다.
| 번호 | 포지션 | 국적   | 이름                     |
| ---- | ------ | ------ | ------------------------ |
| 1    | GK     | 사모아 | 마시 토에투              |
| 2    | MF     | 사모아 | 라피 이와네              |
| 3    | FW     | 사모아 | 린톤 다우아라            |
| 4    | DF     | 사모아 | 앤드류 세테파노          |
| 5    | DF     | 사모아 | 타모토 페니카            |
| 6    | FW     | 사모아 | 알버트 벨                |
| 7    | DF     | 사모아 | 재렐 세일                |
| 9    | MF     |        | 유타 사하라              |
| 10   | MF     | 사모아 | 개리 테일러              |
| 11   | FW     | 사모아 | 마이크 사오파이가 포아이 |

| 번호 | 포지션 | 국적        | 이름              |
| ---- | ------ | ----------- | ----------------- |
| 13   | MF     | 사모아      | 리오넬 테일러     |
| 15   | MF     | 뉴질랜드    | 제이미 메이슨     |
| 16   | DF     | 솔로몬 제도 | 마이클 피피       |
| 19   | DF     | 뉴질랜드    | 배리 루이스       |
| 20   | MF     | 피지        | 라젠드라 싱       |
| 21   | DF     | 솔로몬 제도 | 지미 호아시히타   |
| 22   | FW     | 사모아      | 맥스 회플리치     |
| 23   | FW     | 사모아      | 유티자크 모하메드 |
| 24   | GK     | 사모아      | 필리포 아시아타   |